# Smart Forfour (W453)
La sigla W453 identifica la seconda generazione della Smart Forfour, una citycar costruita dal 2014 al 2021, prodotta dal gruppo Daimler con il marchio Smart e sostituta della prima serie identificata come W454, uscita di produzione nel 2006.

## Storia e profilo

### Genesi e debutto

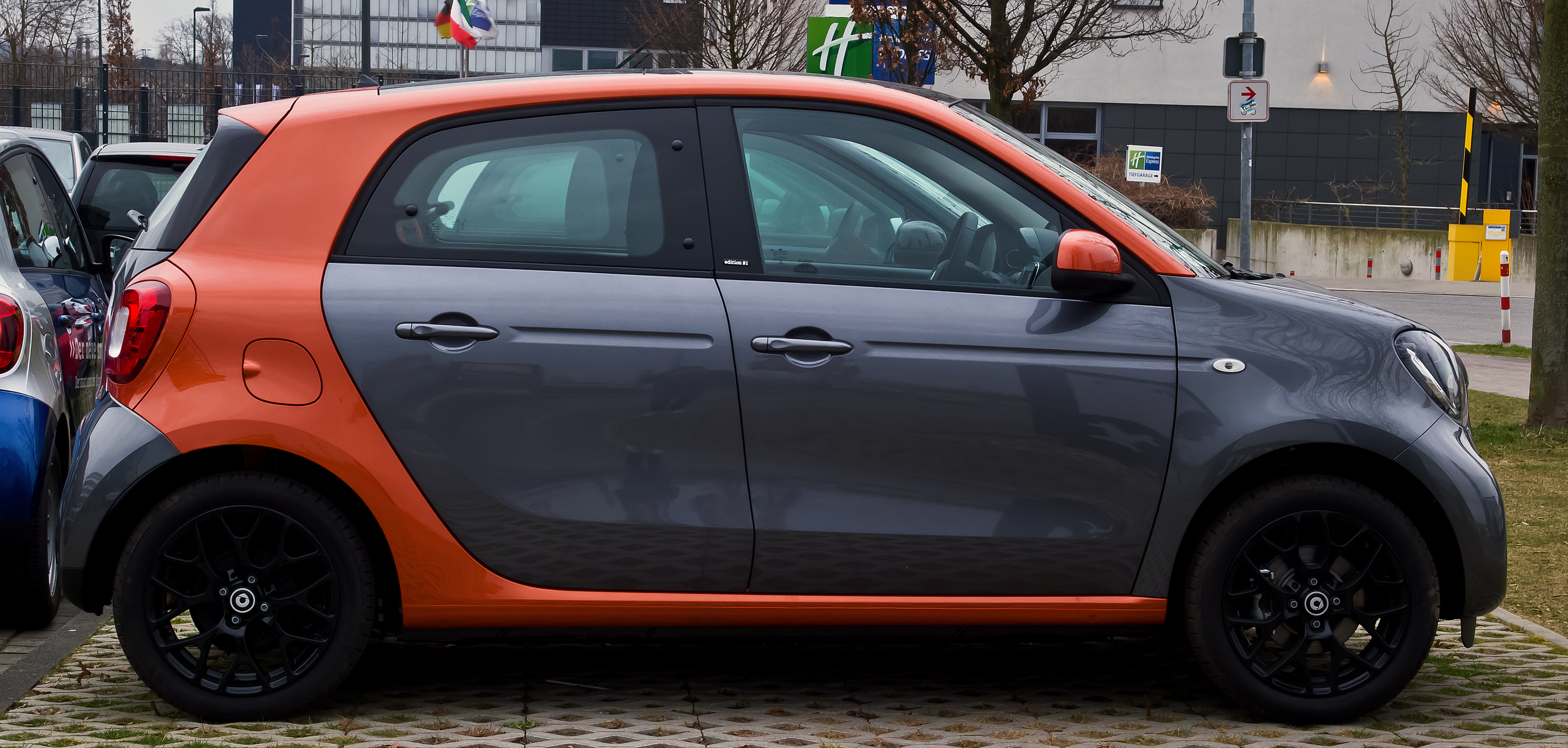
Vista laterale

La seconda generazione della Forfour affonda le sue radici nell'anno 2010, quando venne stipulata una joint-venture fra la Daimler AG, detentrice del marchio Smart, e la Renault. Tale collaborazione era finalizzata alla produzione in comune di motori ed altri organi meccanici. La casa della Losanga era intenzionata in quel periodo a progettare e realizzare una nuova generazione della sua Twingo, mentre il colosso tedesco era alla ricerca di un partner per portare allo sviluppo definitivo la terza generazione della piccola Smart Fortwo e appunto la seconda generazione della Forfour, entrambe derivate dallo stesso progetto. In questo contesto i due costruttori si trovarono ad avere interessi reciproci ed assolutamente complementari. Ferma restando la volontà, da parte della Daimler, di mantenere intatto lo schema meccanico della futura Fortwo, il colosso tedesco decise di estendere tale soluzione anche alla futura Forfour per contenere i costi di produzione. Il direttivo Renault vide di buon occhio questa soluzione anche per la sua Twingo di terza generazione, ragion per cui i due progetti (W453 per la Daimler e X07 per la Renault) furono avviati, portati avanti e sviluppati in parallelo, fissando anche un sito di produzione in comune, individuato nello stabilimento Renault di Novo Mesto, in Slovenia e limitatamente ai soli modelli Forfour e Twingo, mentre la piccola Fortwo continuerà ad essere assemblata nello stabilimento francese di Hambach.
Il modello di serie venne anticipato nel 2013 da una concept presentata al Salone di Francoforte e denominata Fourjoy, con la quale vennero anticipate in primo luogo le linee generali della Forfour, ma anche quelle della piccola Fortwo. Le prime immagini relative al modello definitivo vennero diffuse il 16 luglio 2014, mentre la presentazione al pubblico si ebbe al Salone di Parigi. La commercializzazione venne avviata il 22 novembre dello stesso anno.

### Design esterno e interno
Sul piano stilistico, la Forfour non ha quasi alcun punto in comune con la Twingo III con cui condivide tuttavia la base meccanica. Le uniche eccezioni sono il parabrezza e pochissimo altro. Presentata assieme alla Fortwo di terza generazione, la Forfour se ne propone come una variante a passo lungo, passo che di fatto coincide con quello della "cugina" francese e che quindi è votato all'ottenimento della massima abitabilità possibile in una vettura di segmento A. La Forfour di seconda generazione viene infatti impostata come una vera e propria citycar da contrapporre a modelli come la Opel Karl e la Volkswagen up! in Germania o alla Fiat Panda in Italia, al contrario della precedente Forfour, che invece, essendo basata sulla Mitsubishi Colt di quegli anni, andava ad occupare il segmento B del mercato automobilistico.

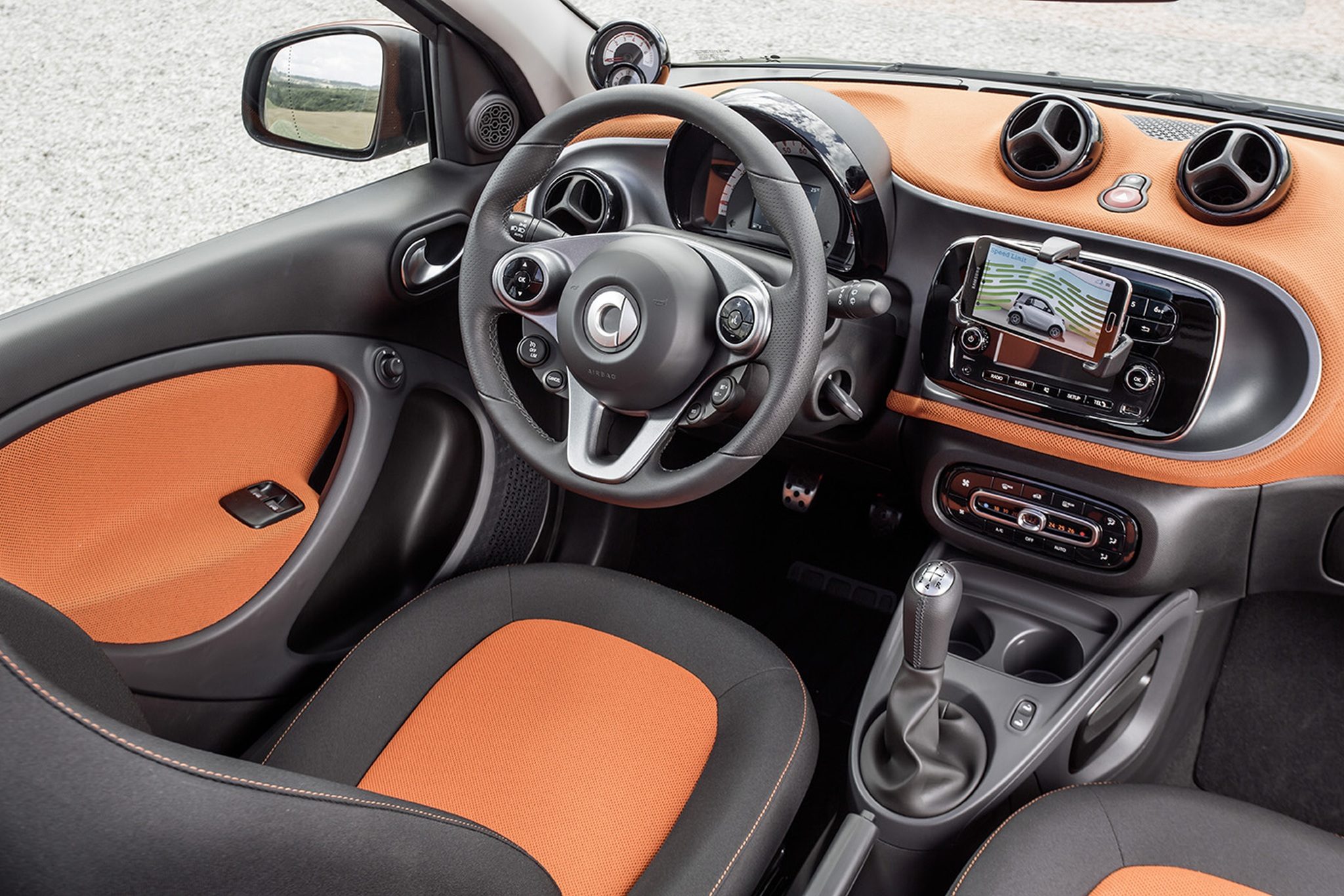
Posto guida di una Forfour di seconda generazione

Il corpo vettura della Forfour di seconda generazione mantiene l'impostazione generale con linee arrotondate e con carrozzeria bicolore dalla verniciatura differenziata nella zona intorno alle portiere, corrispondente fra l'altro alla cellula di sicurezza Tridion. Il frontale è caratterizzato da gruppi ottici a goccia leggermente sporgenti rispetto al piano del volume anteriore e che racchiudono una calandra semiovoidale. Il fascione anteriore è caratterizzato da una presa d'aria a tutta larghezza contenente i faretti fendinebbia, mentre appena sopra vengono alloggiati gli indicatori di direzione. La vista laterale, oltre a mettere in evidenza la distribuzione fra i due volumi costituenti il corpo vettura, mostra anche una linea di cintura piuttosto alta ed una nervatura che congiunge le due maniglie porta. La coda è dominata dai gruppi ottici dagli spigoli arrotondati come arrotondato è anche il disegno del fascione posteriore. Il portellone posteriore dà accesso ad un vano bagagli dalla capacità di 185 litri, ma estendibile a 975 litri abbattendo il divano posteriore. Unico neo è la soglia di carico alta, un aspetto peraltro inevitabile data la presenza del vano motore sotto il piano di carico. Tale piano di carico è fra l'altro rimovibile proprio per accedere al vano motore.
L'abitacolo offre un buon livello di abitabilità grazie al passo assai pronunciato ed ha un'impostazione in cui dominano i motivi arrotondati e i vivaci cromatismi. Ciò è visibile specialmente nel posto guida, con le estremità della plancia, l'alloggiamento del gruppo console-cruscotto, le bocchette di climatizzazione, le razze del volante e i pannelli porta.

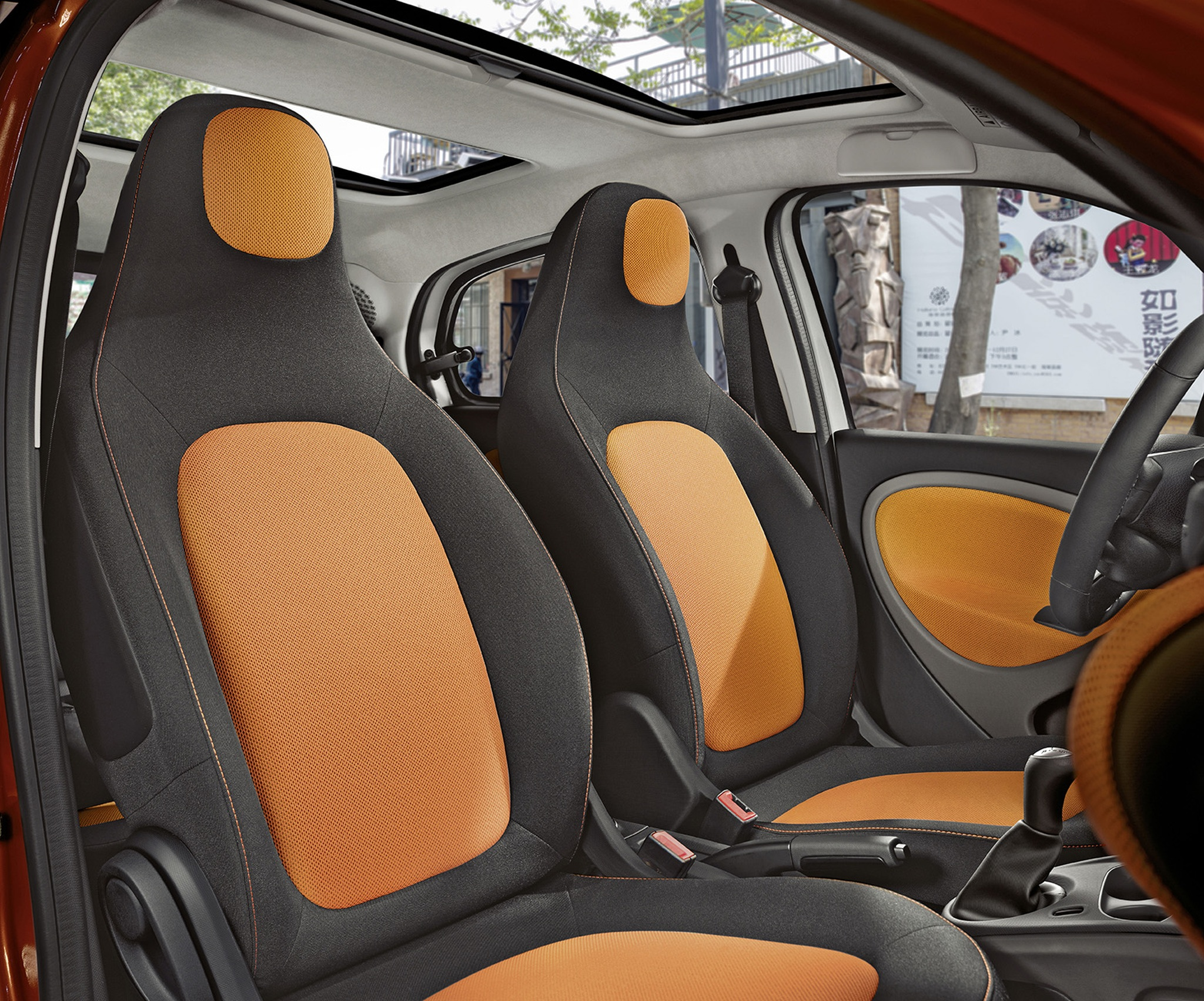
I sedili anteriori della Forfour di seconda generazione

### Struttura, meccanica e motori
Lo schema meccanico della Forfour di seconda generazione è del tipo "tutto dietro", ossia con motore posteriore, in questo caso disposto trasversalmente, e trazione posteriore. È lo stesso schema meccanico utilizzato anche nella Fortwo e nella Twingo III. La struttura è a scocca portante con longheroni integrati in acciaio altoresistenziale e cellula di sicurezza Tridion. Gli schemi sospensivi sono stati progettati all'insegna della semplicità ed economia: l'avantreno è a ruote indipendenti con schema MacPherson, mentre il retrotreno è ad assale rigido con ponte De Dion. Su entrambi gli assali sono presenti molle elicoidali, ammortizzatori idraulici telescopici e barre antirollio. L'impianto frenante è di tipo misto e lo sterzo è a cremagliera con servocomando elettrico. Al suo debutto, la Forfour di seconda generazione viene prevista in due motorizzazioni tricilindriche a benzina:
- 1.0 SCe: motore H4D da 999 cm³, ad alimentazione atmosferica e con potenza massima di 71 CV;
- 0.9 TCe: motore H4Bt da 898 cm³ sovralimentato mediante turbocompressore e con potenza massima di 90 CV.

Entrambe queste motorizzazioni sono abbinate ad un cambio manuale a 5 marce, ma a richiesta è possibile avere un cambio a doppia frizione a 6 rapporti.

## Evoluzione

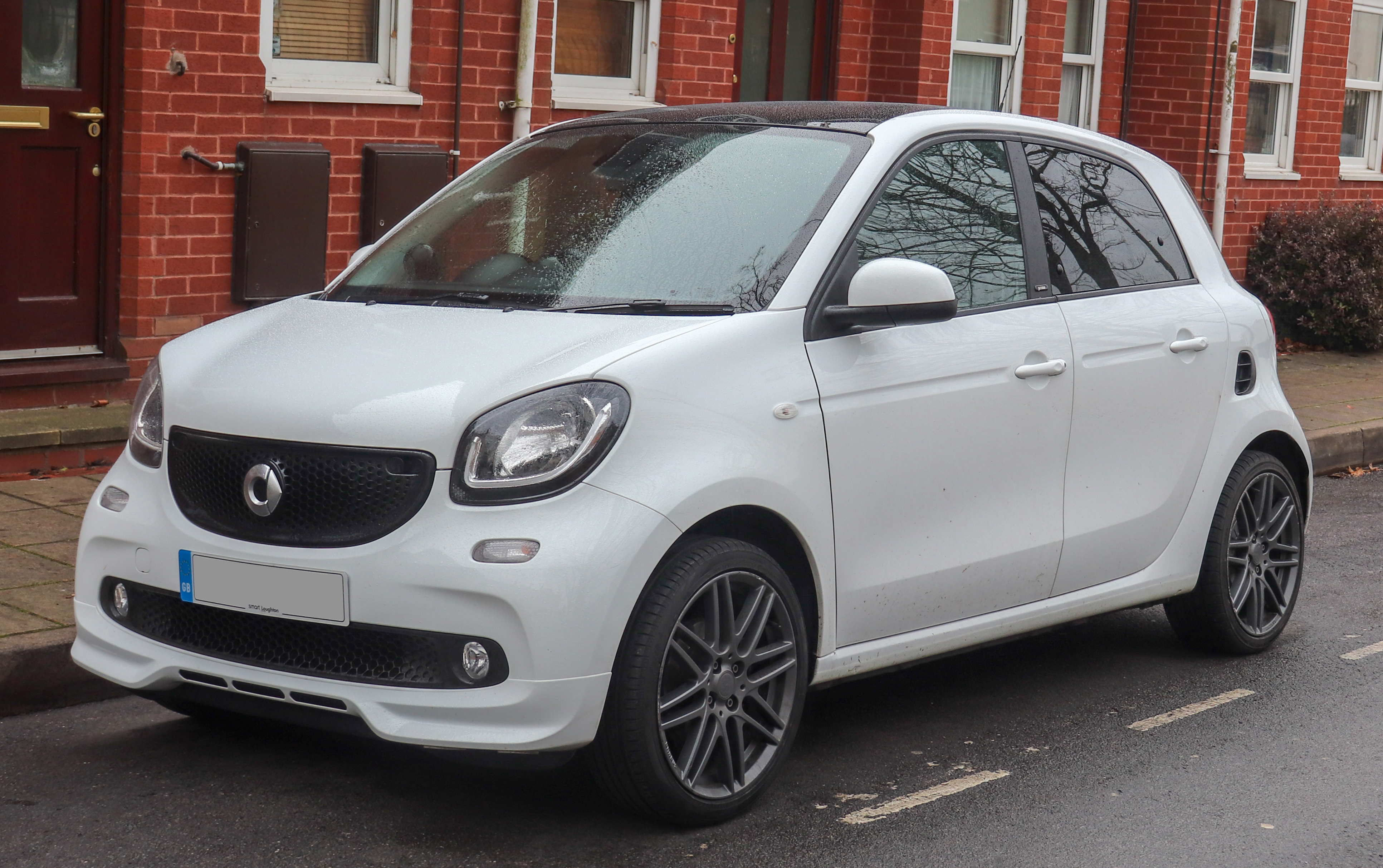
Forfour Brabus

La carriera commerciale della Forfour W453 si limitò a pochi sostanziali aggiornamenti. Il primo di essi si ebbe all'inizio del 2015, quando il motore aspirato da un litro venne proposto anche con potenza ridotta a 61 CV.
Nel luglio 2016 venne invece introdotta la Forfour Brabus, realizzata dal preparatore tedesco Brabus ed equipaggiata con lo stesso tre cilindri turbo da 0.9, ma qui portato a erogare 109 CV di potenza a 5750 giri/min e 170 Nm di coppia disponibili a partire dai 2000 giri/min. La trasmissione è affidata a un automatico a doppia frizione Twinamic con funzione Race Start per partenze più veloci. I consumi si attestano sui 4,5 litri/100 km e le prestazioni in velocità massima di 180 km/h e nello 0-100 km/h in 10,5 secondi.

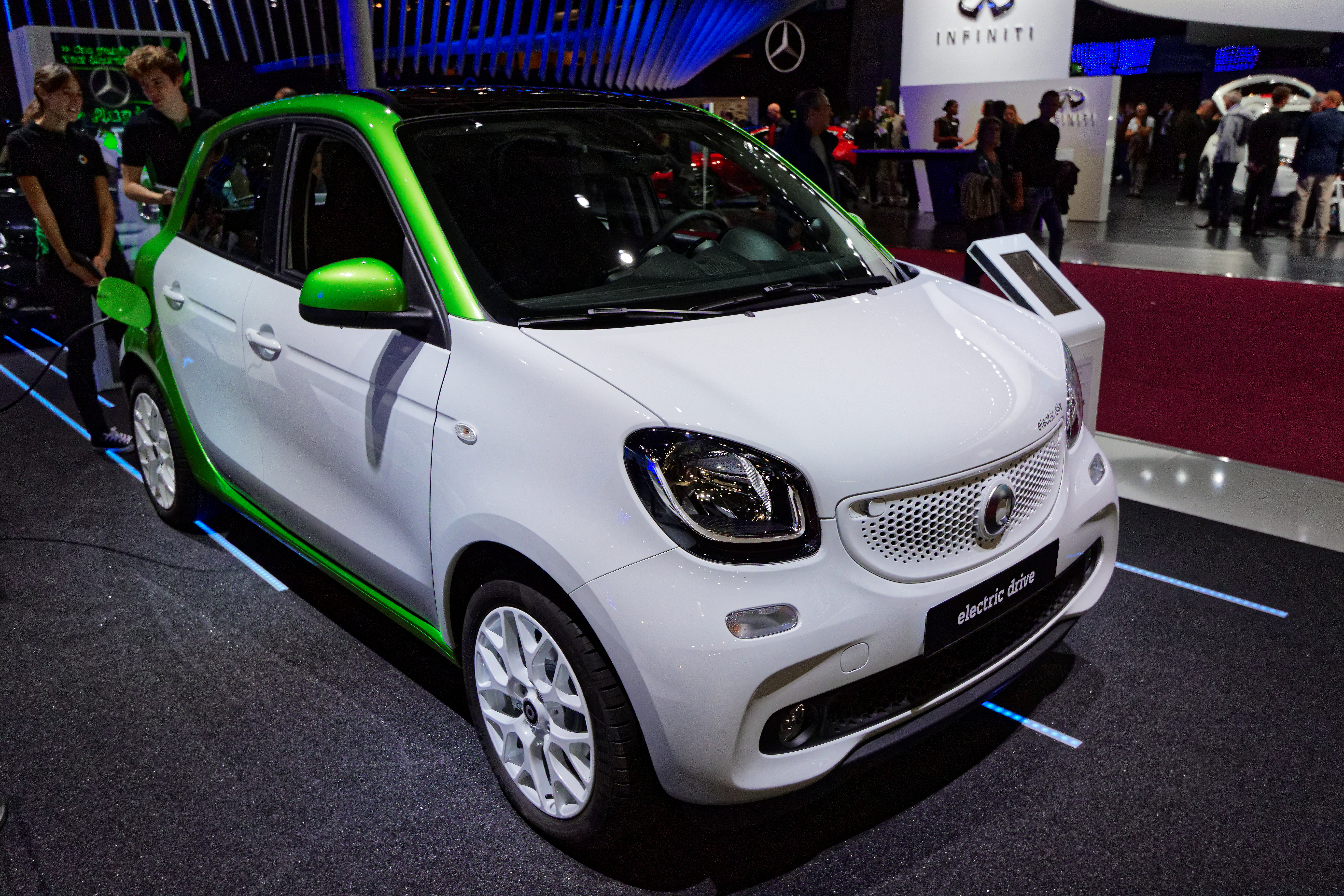
Forfour elettrica

Nel luglio 2017, la versione di base da 61 CV venne tolta di listino, mentre entrò in gamma la EQ Forfour, ossia la versione a trazione elettrica spinta dallo stesso motore che equipaggia la corrispondente versione elettrica della Smart Fortwo e che in seguito avrebbe trovato applicazione anche nella Twingo III. Si tratta di un'unità alimentata da una batteria agli ioni di litio ed in grado di sviluppare una potenza di picco di 82 CV. Accreditata di una velocità massima di 130 km/h, questa vettura ha un'autonomia di 160 km. Si noti che, per la versione elettrica della Twingo, la Renault ha optato per una batteria differente (da 22 Kw quindi leggermente più capiente, ed in grado di consentire una autonomia superiore) da quella installata sulla Smart (che è invece da 17,6 Kw identica a quella della Fortwo). 

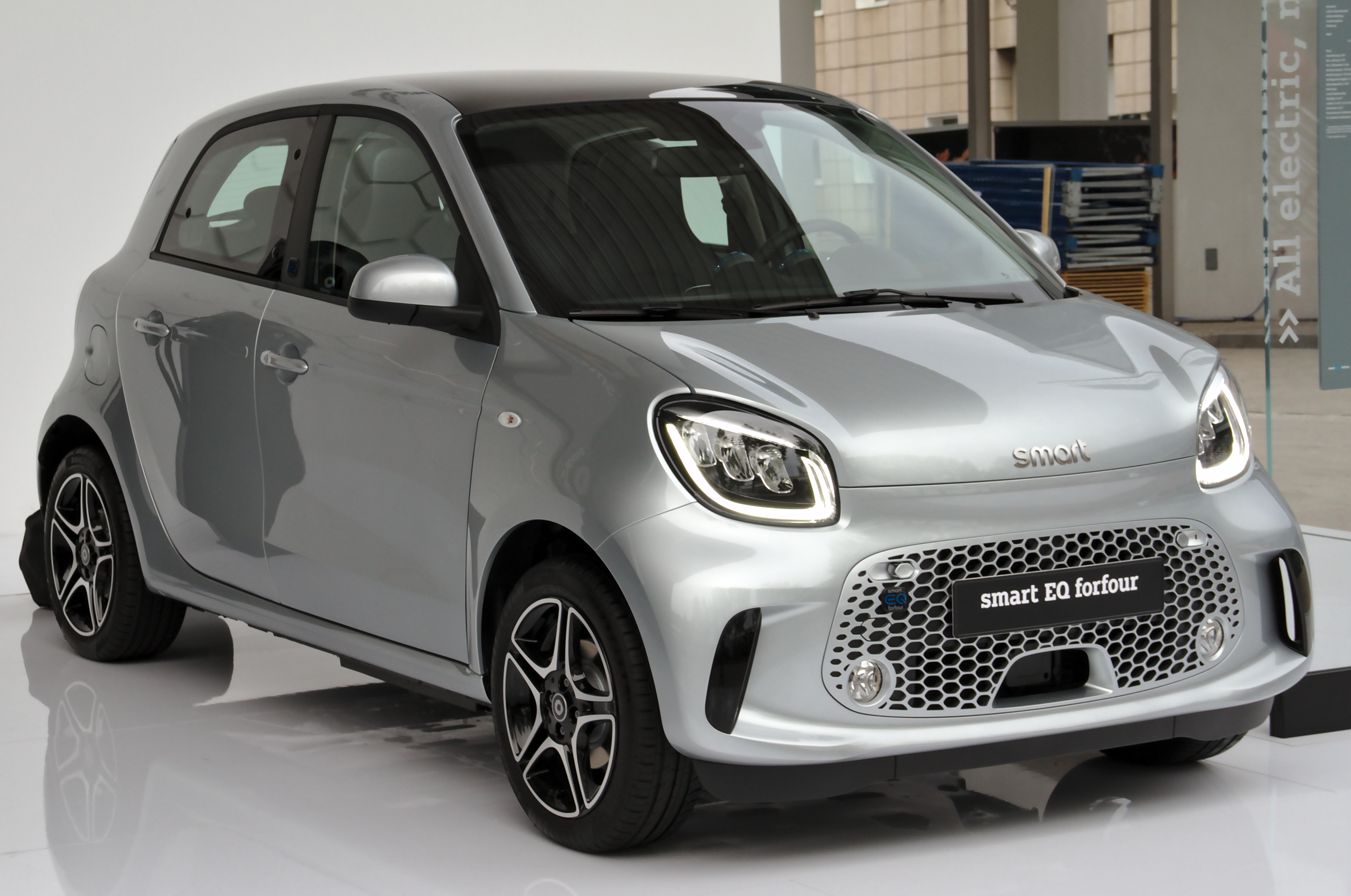
Una Smart EQ Forfour dopo il restyling del 2019

### Restyling 2019
Nel maggio del 2019 arriva il restyling di mezza età, che vede innanzitutto la soppressione di tutti i motori termici lasciando in gamma solo la versione elettrica. Stilisticamente viene ridisegnato il frontale, con un nuovo fascione anteriore dotato di feritoie verticali alle sue estremità, una nuova calandra e la scritta Smart al posto del logo. Viene inoltre ridisegnato anche il fascione posteriore e le grafiche dei gruppi ottici posteriori. Nell'abitacolo diviene disponibile un nuovo sistema multimediale. La produzione della Forfour termina alla fine del 2021 nell'ottica di un rinnovamento della produzione voluto dalla cinese Geely, considerato che dal febbraio 2018 il maggior azionista della Daimler AG è Li Shufu (con 9,69% delle azioni) CEO di Geely  .

## Riepilogo caratteristiche
| Smart Forfour W453 (2014-21) |                        |               |                                       |                |               |            |                                                            |                    |              |                     |                               |                       |                    |
| Modello                      | Motore                 | Cilindrata    | Alimentazione                         | Potenza CV/rpm | Coppia Nm/rpm | Trazione   | Cambio/ N°rapporti                                         | Massa a vuoto (kg) | Velocità max | Acceler. 0–100 km/h | Consumo (l/100 km)            | Emissioni CO2/ (g/km) | Anni di produzione |
| Versioni a benzina           |                        |               |                                       |                |               |            |                                                            |                    |              |                     |                               |                       |                    |
| 1.0                          | M281DE10               | 999           | Iniezione indiretta                   | 61/6000        | 91/2850       | Posteriore | Manuale a 5 marce                                          | 900                | 151          | 16"7                | 4,7                           | 108                   | 01/2015-07/2017    |
| 1.0                          | M281DE10               | 999           | Iniezione indiretta                   | 71/6000        | 91/2850       | Posteriore | Manuale 5 marce (Doppia frizione a 6 rapporti a richiesta) | 900                | 151          | 15"9                | 4,2                           | 97                    | 11/2014-06/2019    |
| 0.9 Turbo                    | M281E09                | 898           | Iniezione indiretta, turbocompressore | 90/5500        | 135/2500      | Posteriore | Manuale 5 marce (Doppia frizione a 6 rapporti a richiesta) | 920                | 165          | 11"2                | 4,3                           | 99                    | 09/2014-05/2019    |
| 0.9 Brabus                   | M281E09                | 898           | Iniezione indiretta, turbocompressore | 109/5750       | 170/2000      | Posteriore | Doppia frizione 6 rapporti                                 | 920                | 180          | 10"5                | 4,7                           | 104                   | 07/2016-03/2018    |
| Versioni elettriche          |                        |               |                                       |                |               |            |                                                            |                    |              |                     |                               |                       |                    |
| Modello                      | Motore                 | Batteria      | Capacità batteria (kWh)               | Potenza CV     | Coppia Nm     | Trazione   | Cambio/ N°rapporti                                         | Massa a vuoto (kg) | Velocità max | Acceler. 0–100 km/h | Consumo corrente (kWh/100 km) | Autonomia (km)        | Anni di produzione |
| EQ                           | Sincrono trifase 5AL60 | Ioni di litio | 17,6                                  | 81             | 160           | Posteriore | Riduttore monomarcia                                       | 1.200              | 130          | 12"7                | 13,1                          | 155                   | 03/2017-12/2021    |